# آي إن إس فيكرانت (2013)
آي إن إس فيكرانت هي حاملة طائرات تابعة للبحرية الهندية وهي أول حاملة طائرات يتم بنائها بالكامل في الهند.بلغت تكلفة إنشاء الحاملة حوالي 3.1 مليار دولار.